# Lo spaventapasseri (film 1973)
Lo spaventapasseri (Scarecrow) è un film drammatico del 1973 diretto da Jerry Schatzberg, con protagonisti Gene Hackman e Al Pacino. La pellicola è stata anche vincitrice del Grand Prix per il miglior film al 26º Festival di Cannes.

## Trama
Su una strada della California Max e Lion si incontrano casualmente mentre fanno l'autostop verso l'est degli Stati Uniti; sono due persone che hanno esperienze e caratteri molto differenti: il primo, di indole rude e litigiosa, è appena uscito dal carcere di San Quintino, dopo avere scontato una condanna di 6 anni, e deve raggiungere Pittsburgh dove intende aprire un autolavaggio, mentre il secondo, di carattere sempre allegro e spensierato, "come gli spaventapasseri che fanno ridere gli uccelli", è appena rientrato dopo essersi imbarcato per 5 anni e deve raggiungere Detroit per vedere suo figlio.
Dopo avere accettato un passaggio, iniziano il viaggio e, lungo la strada, decidono di aprire l'autolavaggio insieme, ma la strada è lunga e la prima sosta è a Denver, dove vive  la sorella minore di Max, Coley, che si arrangia vendendo oggetti usati in società con la sua migliore amica, Franchy, con la quale Max ha una breve relazione. Franchy   gli chiede di non andarsene e di aprire l'autolavaggio lì, ma dopo una rissa in un bar, i due vengono condannati ad una pena di un mese e, durante la detenzione, Lion viene picchiato da un detenuto che cercava di violentarlo, venendo subito dopo "punito" da Max. Usciti di prigione, i due proseguono il viaggio.
Le vicende che si susseguono durante il viaggio e soprattutto la compagnia di Lion sembrano influire positivamente sul carattere di Max, ma una volta arrivati a Detroit, Lion telefona alla ex-moglie e scopre che si è sposata da due anni, ma l'odio che lei ha covato negli anni in cui lui si è imbarcato, pur continuando a mandarle periodicamente il denaro per il mantenimento, esplode e, alla richiesta di Lion di potere vedere il figlio almeno per un momento, la donna mente rispondendogli che è morto, anzi che non è mai nato poiché lo ha perso in seguito ad una caduta.
Una volta uscito dalla cabina telefonica Lion non riferisce a Max quanto gli ha detto la donna, limitandosi a dire che non vuole andare a casa sua per non destabilizzare la nuova famiglia, e gli propone di festeggiare, ma mentre i due si trovano in un parco, Lion perde il controllo e, giocando con alcuni bambini, entra dentro una fontana con uno di loro e Max, attirato dalle grida della madre, riprende il bambino cercando di fare uscire l'amico dall'acqua, ma Lion viene preso dalle convulsioni e sviene.
Trasportato in ospedale, gli viene diagnosticata la schizofrenia e, per essere curato, deve essere rinchiuso in un istituto psichiatrico. Max comincia a capire che qualcosa deve essere successo nella telefonata alla ex-moglie, ma nonostante  cerchi di convincere il medico che intende occuparsi personalmente di lui, non può fare più nulla per l'amico. Recatosi alla stazione per prendere il treno per Pittsburgh, dove sono custoditi tutti i suoi risparmi, compra un biglietto di andata e ritorno, con l'intenzione di tornare e di utilizzare i soldi per curare Lion e non abbandonarlo al suo destino.

## Riconoscimenti
- 1973 - Festival di Cannes
  - Grand Prix
  - Premio OCIC

## Distribuzione
Il film, distribuito dalla Warner Bros., è stato distribuito nelle sale cinematografiche statunitensi a partire dall'11 aprile del 1973 solamente nella città di New York.